# Список политических партий Ирака
Власть в Ираке видоизменялась на протяжении тысячелетий, в ходе чего на смену тираниям пришла федеративная парламентская республика с представительной демократией.
В стране существует многопартийная система, согласно которой исполнительная власть находится в руках премьер-министра Ирака, заседающего в кабинете министров, законодательная власть — в руках Советов представителей и Союза, в настоящее время не сформированного.
Наибольшим влиянием в государстве обладают Высший исламский совет Ирака, движение садристов (сторонники Муктады ас-Садра), исламская партия «Дава» и Партия «Дава» — Организация Ирака.
В Республике Ирак действуют следующие политические партии:
- Партия «Дава» — шиитская организация, являющаяся сторонницей демократии исламского типа.
- Движение садристов[исп.] — придерживается идей своего лидера Муктады ас-Садра.
- Корпус «Бадр» — исламистская организация шиитского толка.
- Иракский национальный список[араб.]. Универсальная партия (партия всех избирателей).
- Список иракской нации.
- Фронт согласия.
- Исламская партия Ирака — организация суннитского направления.
- Аль аль-Ирак (Народ Ирака).
- Иракский фронт национального диалога[фр.] — Правая националистическая партия национал-консервативного направления.
- Примирение и освобождение — секуляристский правый блок, придерживающийся как иракского, так и арабского национализма.
- Национальное собрание будущего.
- Национальное иракское собрание.
- Национальное движение «За реформы и развитие»[англ.] — правоцентристская партия, придерживающаяся концепции исламского либерализма.
- Национальный фронт «За спасение Ирака»[англ.] — находится на позициях популизма.
- Национальный союз иракских туркмен[англ.] — придерживается этнического национализма.
- Белый иракский блок[англ.] — универсальная партия (партия всех избирателей).
- Объединённый иракский альянс[англ.].
- Фронт иракского согласия[англ.].
- Ассирийское демократическое движение[англ.] — националистическая партия консервативного направления.
- Гражданский демократический альянс — светская организация антикоррупционного направления[англ.], придерживающаяся либерализма, реформизма и секуляризма.
- Халдейский сирийский-ассирийский народный совет[кат.] — консервативная партия, являющаяся сторонницей концепций ассирийского национализма и христианской демократии.
- Иракская конституционная монархия[англ.] — центристская организация хашимитского направления.
- Народный союз (Ирак)[англ.] — находится на коммунистических и секуляристских позициях.
- Высший исламский совет Ирака — шиитская политическая партия клериального и консервативного направления.
- Партия исламской добродетели[англ.].
- Национал-реформистская тенденция[англ.], или Аль-Ислах.
- Хезболла[англ.] — партия шиитской направленности.
- Собрание справедливости и единства[англ.].
- Иракский национальный конгресс. — в настоящее время светская организация центристской направленности; исторически поддерживает концепции государства всеобщего благосостояния, секуляризма и либерализма.
- Совет спасения провинции Анбар[англ.], или Племена иракской коалиции.
- Правовое государство — универсальная партия (партия всех избирателей) популистского направления.
- Иракское национальное движение[англ.] — светская националистическая организация, придерживающаяся концепций секуляризма и либерализма.
- Национальное согласие Ирака — прогрессивистская партия секуляристской и либеральной направленностей.
- Обновление[англ.], или Тадждид.
- Иракцы[англ.].
- Иракское арабское согласие.
- Объединение независимых демократов[англ.] — светская организация либерального и секуляристского направления.

- Альянс Курдистана[англ.] — придерживается этнического национализма.
- Патриотический союз Курдистана — является сторонником секуляризма, этнического национализма, социал-демократии, демократического социализма и гражданского национализма.
- Демократическая партия Курдистана — поддерживает этнический национализм, Право на самоопределение, популизм и консерватизм.
- Исламский союз Курдистана[англ.] — правая партия, ориентирующаяся на концепцию исламского либерализма.
- Партия трудящихся Курдистана[кат.] — находится на позициях социализма и левого национализма.
- Партия демократического решения для Курдистана[англ.] — левая партия, придерживающаяся политической философии коммуниализма[англ.], демократического конфедерализма, жинеологии[англ.] и социальной экологии.
- Коммунистическая партия Иракского Курдистана — левая светская организация, являющаяся сторонницей коммунизма, марксизма-ленинизма и этнического национализма.
- Исламская группа Курдистана[англ.] — правая партия исламистского направления.
- Социал-демократическая партия Курдистана[кат.] — левоцентристское движение, придерживающееся идей этнического национализма и социал-демократии.
- Список двух рек — партия ассирийцев.
- Езидское движение «За реформы и прогресс»[нем.] — придерживается езидизма и этнического национализма.
- Фронт иракских туркмен — регионалистская партия, придерживающаяся иракского туркменского и турецкого национализма.
- Туркменское демократическое движение[англ.].